# Сеть (движение)
Проект Сеть — молодёжная патриотическая организация, созданная комиссарами движения «Наши», под руководством Артура Омарова.

## История
Проект движения начал разрабатываться в 2012—2013 годах, после ослабления оппозиционных протестных акций. в декабре 2013 года начали проводиться тренировочные слёты. Среди руководства Сети оказались выходцы из молодёжного движения «Наши», распущенного 4 апреля 2012 года (в частности — бывший комиссар и сотрудник администрации президента Артур Омаров).
Представители движения признавали факт сотрудничества с администрацией президента, по данным «Новой газеты» Сеть курировал заместитель начальника управления внутренней политики АП Тимур Прокопенко.

## Деятельность
С 2014 года Сеть создавала и размещала в Москве и других городах России граффити патриотического содержания (поддержка импортозамещения, Аннексии Крыма Российской Федерацией, похвала в адрес президента РФ Владимира Путина)).
Согласно журналу «Коммерсант-Власть», активисты движения были авторами термина «вежливые люди», в дальнейшем Сеть распространяла в региональных школах «Вежливую азбуку» (в которой буква «А» означала «Антимайдан», «Б» — «Беркут», «П» — «Путин» и т. д.).
Движение организовывало лекции на патриотическую и политическую тематику, среди выступавших были Анатолий Вассерман, депутат Евгений Фёдоров и Дмитрий Пучков (Гоблин). Сеть оказывала поддержку патриотичным художникам и модельерам, также проводя политические акции (вроде увешивания поездов, следующих на Украину, георгиевскими лентами).
В 2014 году активисты движения собирали и переправляли в ростовские лагеря беженцев из Донбасса.
В апреле 2017 года движение выпустило коллекцию женских футболок с фигурным вырезом на груди «Между делом» с изображением Владимира Путина. Цена одной футболки составляла 1200 руб.

## Финансирование
С момента основания движения его участники называли своим спонсором «крупный окологосударственный бизнес»".
В дальнейшем Сеть получала финансирование только через систему президентских грантов, которые под её проекты (инкубатор молодых дизайнеров одежды «Сеть», «Дочери офицеров», «Здоровая страна», «Город художников», Школа практической журналистики «Вместе», «Информационный спецназ», «Школа кино», творческая мастерская «Арт-улей» (в 2015 году было получено 11 млн рублей), конкурс одежды «Новый русский») получали различные российские некоммерческие организации (основателями ряда из них были выходцы из движений «Наши» и «Идущие вместе»). Само движение в качестве некоммерческой организации не регистрировалось.
По подсчётам Фонда по борьбе с коррупцией, в 2015 году Сеть получила президентских грантов на 70 млн рублей.

## Идеология
Противопоставляя себя «порочащим Россию» Марату Гельману и арт-группе «Война», руководство Сети называло своей целью воспитать целое поколение молодых людей, которые будут верны стране, верить в Путина и гордиться ей, дать им инструменты для самореализации, сделав их именно просвещёнными, а не слепо верящими политикам.
Семь огромных граффити, находящихся в тысячах километров друг от друга, складываются в одно слово — „Спасибо“. Спасибо — это то, что мы хотим сказать главному архитектору побед России в его день рождения — Владимиру Путину - из описания одного из граффити Сети
Основным идеологическим документом Сети являлся «Отец-манифест»
Также движение выделило 12 духовных скреп, которые делают нас народом:
- Щедрость
- История
- Пасха
- Победа
- Родина
- Семья
- Милосердие
- Русский язык
- Путин
- Народ
- Государство
- Литература

## Скандалы
Граффити-изображения на московских домах закрашивались при участии городских управ из-за их незаконного размещения без согласования с жителями
В декабре 2016 года на сайте «Из Сирии с любовью» был опубликован календарь, созданный при участии Сети за счёт президентского гранта на господдержку молодёжных инициатив, который планировалось направить российским военнослужащим в Сирии. В нём 12 сириек благодарят участников сирийской операции фразами вроде «Хотя бы на МиГ увидеть тебя», «Судьба моей Пальмиры — в твоих руках», «Это не твой авианосец припаркован возле сирийских берегов?» и «Я спокойна, когда моя земля под твоим контролем». Позже участница календаря и студентка факультета журналистики УДН Яра Хасан в социальных сетях опубликовала объяснительный пост, согласно которому авторы не согласовывали с девушками цитаты, вызвавшие негативную реакцию среди её знакомых.